# تل چشمه‌ای
تل چشمه‌ای در شهرستان اقلید، بخش حسن‌آباد، روستای میانرود واقع شده و این اثر در تاریخ ۱۲ بهمن ۱۳۸۱ با شمارهٔ ثبت ۷۳۱۵ به‌عنوان یکی از آثار ملی ایران به ثبت رسیده است.